# Schedorhinotermes malaccensis
Schedorhinotermes malaccensis es una especie de termita subterránea del género Schedorhinotermes, de la familia Rhinotermitidae, orden Blattodea.

## Distribución
Se distribuye por Camboya.

## Taxonomía
Fue descrita por Holmgren en 1913.
Tratamiento taxonómico
La especie aparece registrada y publicada en Termitenstudien. 4. Versuch einer systematischen Monographie der Termiten der orientalischen Region. Kungliga Svenska Vetenskaps-Akademiens Handlingar, 50(2), 1–276.